# Episodi di The Resident (quinta stagione)
La quinta stagione della serie televisiva The Resident, composta da 23 episodi, è stata trasmessa negli Stati Uniti per la prima volta dall'emittente Fox dal 21 settembre 2021 al 17 maggio 2022.
In Italia è stata pubblicata sulla piattaforma streaming on demand Disney+ dal 24 novembre 2021 al 20 luglio 2022.
| nº | Titolo originale                          | Titolo italiano                            | Prima TV USA      | Pubblicazione Italia |
| -- | ----------------------------------------- | ------------------------------------------ | ----------------- | -------------------- |
| 1  | Da Da                                     | Da da                                      | 21 settembre 2021 | 24 novembre 2021     |
| 2  | No Good Deed                              | Nessuna buona azione                       | 28 settembre 2021 | 1º dicembre 2021     |
| 3  | The Long and Winding Road                 | La strada lunga e tortuosa                 | 5 ottobre 2021    | 8 dicembre 2021      |
| 4  | Now What??                                | E ora??                                    | 12 ottobre 2021   | 15 dicembre 2021     |
| 5  | The Thinnest Veil                         | Il velo più sottile                        | 19 ottobre 2021   | 22 dicembre 2021     |
| 6  | Ask Your Doctor                           | Chiedi al tuo medico                       | 9 novembre 2021   | 29 dicembre 2021     |
| 7  | Who Will You Be?                          | Chi sarai?                                 | 16 novembre 2021  | 5 gennaio 2022       |
| 8  | Old Dogs, New Tricks                      | Cane vecchio, trucchi nuovi                | 23 novembre 2021  | 12 gennaio 2022      |
| 9  | He'd Really Like to Put in a Central Line | Gli piacerebbe proprio mettere un catetere | 30 novembre 2021  | 19 gennaio 2022      |
| 10 | Unknown Origin                            | Origine sconosciuta                        | 7 dicembre 2021   | 26 gennaio 2022      |
| 11 | Her Heart                                 | Il suo cuore                               | 1º febbraio 2022  | 30 marzo 2022        |
| 12 | Now You See Me                            | Ora mi vedi                                | 8 febbraio 2022   | 6 aprile 2022        |
| 13 | Viral                                     | Virale                                     | 15 febbraio 2022  | 13 aprile 2022       |
| 14 | Hell in a Handbasket                      | All'inferno in un baleno                   | 22 febbraio 2022  | 20 aprile 2022       |
| 15 | In for a Penny                            | Quando si è in ballo                       | 8 marzo 2022      | 27 aprile 2022       |
| 16 | 6 Volts                                   | 6 Volt                                     | 29 marzo 2022     | 4 maggio 2022        |
| 17 | The Space Between                         | Lo spazio in mezzo                         | 5 aprile 2022     | 8 giugno 2022        |
| 18 | Ride or Die                               | Corri o muori                              | 12 aprile 2022    | 15 giugno 2022       |
| 19 | All We Have Is Now                        | Abbiamo soltanto il presente               | 19 aprile 2022    | 22 giugno 2022       |
| 20 | Fork in the Road                          | Bivio                                      | 26 aprile 2022    | 29 giugno 2022       |
| 21 | Risk                                      | Rischio                                    | 3 maggio 2022     | 6 luglio 2022        |
| 22 | The Proof Is in the Pudding               | La prova è nel budino                      | 10 maggio 2022    | 13 luglio 2022       |
| 23 | Neon Moon                                 | Luna al neon                               | 17 maggio 2022    | 20 luglio 2022       |

## Da da
- Titolo originale: Da Da
- Diretto da: Rob Corn
- Scritto da: Amy Holden Jones

### Trama
Un attacco da parte di criminali informatici manda in tilt il pronto soccorso e Kit cerca di capire se pagare o meno il riscatto. Il Rapace si occupa di una connessione personale con i pazienti portati al pronto soccorso durante l’attacco, lasciandoli tutti vulnerabili. Nel frattempo, Conrad lavora per bilanciare la vita come un nuovo papà e Devon e Leela discutono facendo il passo successivo nella loro relazione.

## Nessuna buona azione
- Titolo originale: No Good Deed
- Diretto da: Kelli Williams
- Scritto da: Andrew Chapman

### Trama
Devon viene trovato privo di sensi nell'ascensore sul tetto per l'avvelenamento da gas che aveva subito e dopo aver dedotto dai suoi sintomi cosa deve essergli successo, i medici lo curano con successo per avvelenamento da idrogeno solforato. Anticipando il ritorno di Nic da un fine settimana alle terme, Conrad riceve la visita di due agenti di polizia che lo informano che Nic ha avuto un incidente d'auto mentre tornava a casa.

## La strada lunga e tortuosa
- Titolo originale: The Long and Winding Road
- Diretto da: Rob Corn
- Scritto da: Joy Blake

### Trama
Nic viene portata di corsa a Chastain dopo il suo incidente d'auto, dove viene scoperto che ha subito un trauma cranico a causa dell'impatto. Mentre lo staff devastato cerca di curarla, le condizioni di Nic continuano a peggiorare mentre Conrad nega quanto sia veramente grave. Dopo l'ernia cerebrale di Nic e una lesione da cui non riesce a riprendersi, Devon è costretto a dichiararla morta, mentre Kyle addolorato incolpa Conrad di non essere stato in grado di salvare sua figlia. Rispettando i desideri di Nic, Conrad accetta di consentire che i suoi organi vengano prelevati per il trapianto prima che Nic venga tolta dal supporto vitale e muoia. Mentre stanno curando Nic, il suo paziente di COVID-19 Gabe Sandoval ritorna e si scopre che la sua trachea era così indebolita dall'essere intubata durante la sua malattia che dovrà passare il resto della sua vita attaccato a un ventilatore meccanico; Gabe rifiuta ulteriori cure nonostante i tentativi di sua moglie di convincerlo del contrario. Tuttavia, AJ e Leela riescono a convincere Gabe a sottoporsi a un raro trapianto di trachea, che risulta provenire da Nic.

## E ora??
- Titolo originale: Now What??
- Diretto da: Rob Greenlea
- Scritto da: Peter Elkoff

### Trama
Mentre trascorre del tempo con Trevor, AJ viene fermato dall'ufficiale Winnaker, portando a uno scontro tra l'ufficiale e Trevor sul comportamento razzista dell'ufficiale; durante lo scontro, Winnaker viene investito da uno scooter e gravemente ferito. Nel frattempo, Conrad cerca ossessivamente una risposta medica per il fatale incidente d'auto di Nic senza alcun successo; Devon alla fine convince Conrad ad arrendersi e ricominciare a vivere. Mentre visita un'ultima volta il luogo dell'incidente, Conrad vede un cervo sul ciglio della strada e si rende conto che Nic ha sterzato per evitare di colpire un cervo, causando l'incidente mortale.

## Il velo più sottile
- Titolo originale: The Thinnest Veil
- Diretto da: Paul McCrane
- Scritto da: Todd Harthan e Tianna Majumdar-Langham e Chris Bessounian

### Trama
Durante Halloween, un gruppo di streghe manda il Pronto Soccorso del Chastain nel caos. Inoltre, Devon cura un paziente che pensa di essere perseguitato dai fantasmi. Nel frattempo, sulla via del ritorno dalla sua vacanza, Bell raccoglie un autostoppista che non è quello che sembra essere.

## Chiedi al tuo medico
- Titolo originale: Ask Your Doctor
- Diretto da: David Crabtree
- Scritto da: Marc Halsey

### Trama
Sono passati tre anni dalla morte di Nic e Conrad ha lasciato il Chastain per fare il medico privato così da poter crescere meglio Gigi. Conrad porta Jackson, un uomo con un cancro terminale ai polmoni, al Chastain per curare un dito ferito, ma una volta lì, Jackson prende degli ostaggi nel disperato tentativo di ottenere un presunto farmaco miracoloso. Rivedendo le cartelle cliniche di Jackson, Conrad e Devon si rendono conto che è stato mal diagnosticato ed insieme arrivano alla corretta conclusione che si tratta di tubercolosi. Mentre Jackson dovrà affrontare accuse penali per le sue azioni, sarà curato con 6 mesi di trattamenti farmacologici. Allo stesso tempo, Tamiko, una combattente di MMA, collassa durante un evento a cui partecipa Kit Voss, che chiede l'attenzione di AJ, Bell e Billie per curarla. Durante l'intervento di Billie, quest'ultima arruola l'aiuto di Kit per affrontare una complicazione, impressionando Kit e salvando Tamiko. Avendo appreso che Kit sta cercando un nuovo primario di chirurgia, Bell ed AJ competono per il lavoro, ma Kit decide invece di darlo a Billie.

## Chi sarai?
- Titolo originale: Who Will You Be?
- Diretto da: Amyn Kaderali
- Scritto da: Emily Pressley

### Trama
Un nuovo gruppo di stagisti, che include il figlio di Billie, è alle prese con il suo primo giorno di lavoro. Kit e Bell cercano di convincere Conrad a tornare a Chastain. Leela e Padma ricevono una visita inaspettata dei loro genitori.

## Cane vecchio, trucchi nuovi
- Titolo originale: Old Dogs, New Tricks
- Diretto da: Sam Friedlander
- Scritto da: Elizabeth Peterson

### Trama
Kit assume un preparatore per sorvegliare Bell e Raptor e aiutarli a migliorare le loro abilità. Ricevendo attenzioni da varie donne in ospedale, Conrad contempla di tornare nella scena degli appuntamenti. Nel frattempo, Devon lavora con una coppia anziana.

## Gli piacerebbe proprio mettere un catetere
- Titolo originale: He'd Really Like to Put in a Central Line
- Diretto da: James Whitmore Jr.
- Scritto da: Peter Elkoff e Daniela Lamas

### Trama
Conrad prende Trevor sotto la sua ala per occuparsi di un paziente la cui fortuna pare essersi esaurita. Leela fatica quando può prendersi la piena responsabilità della vita della sua paziente indecisa e AJ continua a cercare di inventarsi un piano terapeutico per sua madre. Nel frattempo, sia Devon che Kit hanno troppe cose da fare per tenere in equilibrio tutto quello che hanno in ballo.

## Origine sconosciuta
- Titolo originale: Unknown Origin
- Diretto da: Rob Corn
- Scritto da: Amy Holden Jones e Andrew Chapman

### Trama
Quando il primo giorno del programma della squadra Flight Go sperimentale di Kit manda Conrad sul campo, lui costruisce una nuova relazione con Cade, una collega. Devon lavora con Trevor per la prima volta su un paziente con una febbre misteriosa.

## Il suo cuore
- Titolo originale: Her Heart
- Diretto da: Kelli Williams
- Scritto da: Marc Halsey e Eric I. Lu

### Trama
Un caso diventa personale per Conrad quando il donatore ricevente del cuore di Nic viene ricoverato in pronto soccorso. Bell deve affrontare una diagnosi devastante che lo porta a prendere una decisione dolorosa. Nel frattempo, AJ chiede a Devon di includere sua madre malata nel suo trial clinico, mettendo Devon nella posizione di affrontare un grosso dilemma.

## Ora mi vedi
- Titolo originale: Now You See Me
- Diretto da: Li Lu
- Scritto da: Anthony Chin-Quee e Joy Blake

### Trama
Mentre acquistano delle scarpe nuove, Devon e Leela soccorrono una donna obesa, Roxie, che potrebbe avere un attacco di cuore. Arrivati al Chastain, Devon è testimone delle difficoltà che Roxie affronta per la sua taglia, soprattutto da parte di AJ che è molto schietto riguardo al suo peso. Alla fine, Devon e AJ diagnosticano a Roxie una lacerazione dell'esofago dovuta alla sua bulimia e, dopo averla operata con successo, l'aiutano a farsi curare per i suoi problemi di fondo. Per questo Roxie esprimerà gratitudine per la correttezza nei suoi confronti e la schietta onestà di AJ. Inoltre, una bambina viene portata al pronto soccorso, ma si rifiuta di parlare. Conrad e Cade temono che possa essere vittima di abusi. Scoprendo che la ragazza è stata colpita da un fulmine, Cade rintraccia la sorella ferita Ana in un accampamento di senzatetto; Ana rivela che lei e sua sorella Scout erano fuggite dal padre violento dopo aver sospettato che potesse aver ucciso la loro madre. Kit e Leela eseguono un intervento chirurgico di emergenza sulla gamba infetta di Scout e riescono a salvarla. Winston promette di tenere le due sorelle insieme in affidamento, mentre Conrad nota che il caso ha colpito un po' troppo da vicino Cade e si insospettisce. Nel frattempo, Leela decide di voler ottenere una doppia certificazione sia in neurochirurgia, che in chirurgia cardiotoracica, ma Devon è preoccupato per questo. Mentre Bell si appresta a competere con il dottor Robert Porter per un posto nella Commissione Medica Statale, Billie riconosce quest'ultimo come il suo stupratore e cerca l'aiuto di Kit per portare la pedofilia di Porter all'attenzione del Consiglio senza esporre la sua identità.

## Virale
- Titolo originale: Viral
- Diretto da: Anne Renton
- Scritto da: Tianna Majumdar-Langham e Chris Bessounian

### Trama
Un tragico incidente accade alla festa per rivelare il genere della sorella di Jessica, mettendo in pericolo la vita di suo cognato. Nel frattempo, Conrad, Irving e Trevor lavorano su un'influencer la cui vita è stata messa in pericolo.

## All'inferno in un baleno
- Titolo originale: Hell in a Handbasket
- Diretto da: Manish Dayal
- Scritto da: Emily Pressley

### Trama
Quando inizia a riemergere il passato di Billie, lei diventa oggetto di pettegolezzi e occhiatacce in ospedale e la squadra fatica a trovare il modo migliore per sostenerla. Con la carenza di infermieri in pieno fermento, un semplice lavoro di pulizia si trasforma in un orrendo disastro che richiede l'aiuto di tutti. Nel frattempo, Trevor scopre un segreto sconvolgente e Padma ha una proposta per Leela.

## Quando si è in ballo
- Titolo originale: In for a Penny
- Diretto da: Michael Medico
- Scritto da: Elizabeth Peterson

### Trama
Devon sperimenta il suo trial clinico su un primo soggetto. Nel frattempo, un "John Doe" in overdose viene portato d'urgenza al Chastain, trascinando Conrad in un'indagine più grande di quanto potesse immaginare. A tal proposito, un segreto scioccante riguardante il passato di Cade, viene rivelato.

## 6 Volt
- Titolo originale: 6 Volts
- Diretto da: Stephanie Martin
- Scritto da: Peter Elkoff e Nate O'Mahoney

### Trama
Conrad ed AJ aiutano un vecchio amico i cui disturbi al cuore rivelano un problema più grande del previsto. Nel frattempo, Devon cura una donna che ha tentato più volte il suicidio, candidandola per la stimolazione cerebrale profonda. Infine, mentre il Dottor Bell ed una donna vittima di malasanità affrontano il Consiglio Medico, Billie e Trevor hanno una riunione emotiva.

## Lo spazio in mezzo
- Titolo originale: The Space Between
- Diretto da: Kimberly Hunt
- Scritto da: Marc Halsey

### Trama
Peter, il migliore amico di Gigi, si ammala gravemente. Un attimo prima che Billie esegua una craniotomia sul bambino, Conrad la ferma perché capisce, grazie ai racconti di Gigi, che Peter ha una rara condizione in cui il suo corpo non riesce a processare le proteine. La dialisi risolverà il problema, evitando così la rischiosa operazione. Nel frattempo, Devon, Bell e Kitt portano gli specializzandi in una casa di riposo, sperando che si interessino alla geriatria; mentre si trovano lì, una residente, Gloria, ha un collasso. Devon e Zach dapprima scoprono che la cura con i farmaci a cui è sottoposta la donna, maschera una patologia sottostante che richiede un intervento chirurgico. Alla fine, Devon e Zach capiscono che il vero problema di Gloria è che nessuno le ha mai diagnosticato il morbo di Whipple di cui in realtà è affetta, ma per la donna è troppo tardi e, nonostante gli sforzi di Bell e AJ per salvarla, muore durante l'intervento. Devon sottolinea che Zach è stato l'unico medico che ha avuto la visione del quadro più ampio e gli suggerisce un futuro in geriatria. Allo stesso tempo, Padma prende in considerazione l'idea di un donatore di sperma anonimo, ma Leela ne dimostra i pericoli rivelando che anche Nolan è un donatore; Padma confessa ad AJ di desiderare lui come padre di suo figlio.

## Corri o muori
- Titolo originale: Ride or Die
- Diretto da: Diana Valentine
- Scritto da: Eric I. Lu

### Trama
Conrad si reca nella farmacia che vende medicinali a soggetti in possesso delle prescrizioni false compilate a suo nome, ma la situazione prende una piega pericolosa. Le famiglie dei protagonisti di un incidente stradale si scontrano verbalmente al Pronto Soccorso, mentre questi lottano tra la vita e la morte. Nel frattempo, AJ affronta una realtà devastante quando le condizioni della madre si aggravano.

## Abbiamo soltanto il presente
- Titolo originale: All We Have Is Now
- Diretto da: Julie Hébert
- Scritto da: Joy Blake

### Trama
La salute di Carol, la madre di AJ, peggiora gradualmente. Per questo motivo, AJ opta per il ricovero domiciliare in casa propria, così da poterle rimanere accanto mentre si avvicina la fine. Dopo alcuni giorni Carol muore nel sonno, ma prima di andarsene, incoraggia AJ a trovare l'amore e ad avere una famiglia propria. Nel mentre, dopo che la Commissione Medica Statale ha sminuito la propria indagine su alcuni cattivi medici, Bell decide di rendere pubblica la situazione per far sì che questi medici vengano eliminati; questo gli farà perdere l'incarico nella Commissione stessa. In seguito a questa reazione, Bell denuncerà la Commissione Medica ed il Governatore per le loro azioni, durante un'intervista in un talk show dal vivo. Allo stesso tempo, Devon e Conrad curano Bryce, un giovane malato di rabbia che sembra non poter essere aiutato; i due escogitano un trattamento innovativo e chiedono l'aiuto di Billie quando le condizioni di Bryce peggiorano. Alla fine Bryce sopravvive e, sebbene il virus abbia danneggiato il suo sistema nervoso, si prevede una buona guarigione. Intanto, Leela e Padma si preparano per il prelievo degli ovuli di Leela, anche se non è chiaro se AJ, a causa dei suoi problemi personali, sarà il donatore o meno. Allora Leela spinge per congelare gli ovuli, ma Devon le propone di essere eventualmente lui il donatore; questo creerà tensione tra loro. Alla fine AJ si presenta all'appuntamento per la fecondazione, ma dice a Padma che accetterà solo se potrà fare anche da padre al bambino e non essere solo un donatore di sperma.

## Bivio
- Titolo originale: Fork in the Road
- Diretto da: Bosede Williams
- Scritto da: Emily Pressley e Mika Frank

### Trama
Al Chastain, Conrad e Cade curano una senzatetto che spiegherà loro i meccanismi della frode al Medicare mediante le prescrizioni fasulle. Nel frattempo Leela, per evitare di parlare con Devon, lavorerà quasi ininterrottamente fino allo sfinimento; questo la porterà a commettere degli errori in sala operatoria. Intanto AJ e Padma cercano di trovare un compromesso su come andare avanti, mentre Kit e Bell prendono una decisione importante sul loro futuro.

## Rischio
- Titolo originale: Risk
- Diretto da: Paul McCrane
- Scritto da: Daniela Lamas

### Trama
Quando Cade è vittima di una sparatoria fuori dall'ospedale, il pronto soccorso viene messo in lockdown e la squadra si affretta a salvare uno dei suoi. Altrove, Devon e The Raptor lavorano con un paziente che scopre di non poter ricevere un trapianto di polmone a causa del suo status vaccinale. Nel frattempo, Devon e Leela cercano di destreggiarsi nella nuova dinamica della loro relazione e il padre di Cade arriva al Chastain.

## La prova è nel budino
- Titolo originale: The Proof Is in the Pudding
- Diretto da: Nick Gomez
- Scritto da: Peter Elkoff e Elizabeth Peterson

### Trama
Quando un ragazzino arriva in ospedale con una malattia rara che rende le sue ossa incredibilmente fragili, il padre di Cade, Ian, si prepara ad assistere all'intervento, lasciando Cade da sola in convalescenza. Con il suo trial clinico che viene ufficialmente dichiarato un successo, Devon deve prendere delle importanti decisioni sul futuro della sua carriera. Nel frattempo, Billie fa fatica con dei nuovi sentimenti.

## Luna al neon
- Titolo originale: Neon Moon
- Diretto da: Rob Corn
- Scritto da: Amy Holden Jones e Andrew Chapman

### Trama
Conrad contempla il suo futuro mentre ricorda una notte speciale che include una conversazione molto importante con Nic. Nel frattempo, a Devon viene presentata una fantastica opportunità di carriera fuori dallo stato e Ian deve affrontare una diagnosi devastante, che lo porta ad affidarsi ai medici del Chastain. Poi, Kit e Bell festeggiano il loro fidanzamento e Padma riceve la notizia che stava aspettando.